# Skaftárkatlar
Bei den Skaftárkatlar handelt es sich um ein vulkanisches Hochtemperaturgebiet mit subglazialen Seen im Süden von Island unter dem Vatnajökull. Der westliche Einbruchskessel liegt auf N 64°29′25″, W 17°30′15″, der östliche auf N 64°29′75″, W 17°37′0″.

## Name
Die Seen heißen zu Deutsch Kessel der Skaftá, wobei katlar der Plural von ketill (deutsch „Kessel“) ist und Skaftá der Name ihres Abflusses.

## Lage und Einflussgebiet
Etwa 10 km nordwestlich der Grímsvötn befinden sich zwei Einbruchskessel im Eisfeld des Vatnajökull, die sog. Skaftárkatlar. Der größere ist der östliche Kessel. Der Durchmesser des größten beträgt knapp 3 km, der westliche hat einen Durchmesser von ca. 2 km. Darunter liegt ein ziemlich großes Hochtemperaturgebiet mit einer geschätztem Kapazität von mindestens 500 MW allein für den westlichen kleineren Kessel.
Die Skaftárkatlar entleeren sich regelmäßig durch einen oder mehrere Gletscherläufe, v. a. in den Fluss Skaftá. Eigentlich befinden sich die Skaftárkatlar nahe den Gletscherzungen Tungnaárjökull und Sylgjujökull. Trotzdem fließen ihre Wasser über den Skaftájökull ab. Dies erklärt man sich inzwischen mit geologischen Gegebenheiten: Die Wasser folgen einem Tal und Spalten im Terrain unter dem Gletscher zunächst östlich eines von Südwesten nach Nordosten ausgerichteten Rückens, der eine Verlängerung der Fögrufjöll darstellt. Später quert das Wasser den Rücken und fließt an seiner Westseite in einen westlichen Arm der Skaftá.
Allerdings nähren Forscher auch die Vermutung, dass ein beträchtlicher Teil des aufgetauten Wassers gar nicht in die Gletscherseen fließt, sondern unterirdisch im Gestein versickert, um als sulfatreiche Quellen im Tiefland wieder in Erscheinung zu treten.
Außerdem hat man in Einzelfällen nachweisen können, dass Wasser aus den Skaftárkatlar bei einem Gletscherlauf in den Flüssen Hverfisfljót und Djúpá zum Vorschein kamen. Erklären lässt sich dies durch den Einfluss von Surges in den betroffenen Gletscherzungen. Auch ein besonders großer Gletscherlauf kann ein Ablenken eines Teiles der Überlaufflüssigkeit bewirken, wie etwa 2006 im Fluss Tungnaá während eines Gletscherlaufes aus dem östlichen Einbruchskessel beobachtet.

## Regelmäßige Gletscherläufe
Ähnlich wie bei den Grímsvötn, nur noch regelmäßiger, entsteht in Abständen von 1 bis 3 Jahren jeweils ein See, genauer gesagt eine Art Wasserblase, unter jedem Einbruchskessel in einer Eishöhle unter der Gletscherdecke. Dabei hebt sich die untere Eisdecke im Kessel um 70–100 m. In letzter Zeit hat sich dies auf einen einjährigen Abstand verkürzt.
Diese Seen bilden sich normalerweise durch stetiges Auftauen des Gletschereises über dem darunter liegenden Hochtemperaturgebiet. Dabei produziert der westliche Einbruchskessel etwa 6.000.000 l im Monat, der östliche, größere 9.000.000 l im Monat. Wenn der See eine gewisse Höhe erreicht hat, schwimmt das Gletschereis auf ihm auf und unter dem Gletscher Skaftárjökull hervor strömt ein Gletscherlauf, der allerdings im Fluss Skaftá in den letzten Jahren und Jahrhunderten nie katastrophale Ausmaße erreicht hat und meist zwischen 1.000 und 2000 m³/s umfasst.
Andererseits wachsen die Gletscherläufe in der Skaftá immer recht schnell an.
Bei den Gletscherläufen der Skaftá strömen die Wasser zunächst über 40 km unter dem Gletscher hindurch, bis es schließlich im Fluss Skaftá auftaucht. Wenn das Wasser aus den Seen ausströmt, brechen die Kessel (weiter) ein. Man hat dabei 150 m Tiefe im östlichen und 100 m im westlichen gemessen. Kurz vor einem Gletscherlauf hat sich der Boden derart angehoben, dass sie nur 20, 30, 40 m tief sind.
Die Gletscherläufe der beiden Skaftárkatlar unterscheiden sich jedoch voneinander, wobei der aus dem östlichen Kessel größer wird. Beide halten normalerweise etwa 2 Tage lang an.

## Geschichte der Gletscherläufe der Skaftá

### Bis 2015
Seit 1955 hat man 45 Gletscherläufe in der Skaftá gemessen.
Bis 1954 gab es immer wieder kleinere Gletscherläufe, oft verbunden mit vulkanischer Aktivität unter dem Gletscher. Nach 1954 scheint sich diese etwas verstärkt zu haben.
Im Jahr 2010 gab es zwei Gletscherläufe aus den Skaftárkatlar mit einer Höchstmenge von ca. 1.400 m³/s am 28. Juni 2010, Ende Juli 2011 begann wiederum ein kleinerer Gletscherlauf, aus dem westlichen, kleineren Kessel. Der Gletscherlauf aus dem westlichen Kessel war am 5. August weitestgehend abgeklungen. Als höchste Wassermenge hatte man am Sveinstindur 403 m³/s gemessen. Der östliche Kessel hatte sich auch verändert und vergrößert, so dass auch aus ihm ein Gletscherlauf kommen könnte.

### 2015
Ende September bzw. Anfang Oktober 2015 ist wieder ein Gletscherlauf, diesmal aus dem Eystri Skaftárketill festgestellt worden. Der Eiskessel hat sich bisher um ca. 72 m abgesenkt. Die höchste an einer Station gemessene Wassermenge betrug bisher ca. 2100 m²/s am Sveinstindur. Jedoch vermuten Wissenschaftler, dass die Gesamtmenge noch viel größer wäre (bis zu 3.000 m²/s), da bei der Station nur ein geringerer Teil erfasst würde. Das Wasser enthält sehr viel Sedimente.
Inzwischen hat das vulkanologische Institut der Universität von Island vorläufige Messungsergebnisse mit entsprechenden Zeichnungen (s.Weblinks bzw. Beleg) veröffentlicht. Demnach betrug das tiefste Einsinken des Kessels im Eis 120 m, auf einem Gebiet von 10–12 km² sank der Kessel um mehr als 3 m ein, auf 6,5 km² mehr als 10 m. Der Kessel selbst hat einen Umfang von 300 ± 20 Millionen m³, die Gesamtmenge des ausgelaufenen Wassers 366 ± 44 Millionen m³ incl. des auf dem Wege noch dazugekommenen Tauwassers. Aus den Zeichnungen geht deutlich hervor, dass der Kessel am Boden breiter geworden ist und sich damit insgesamt vergrößert hat.

## Gase
Diese Gletscherläufe der Skaftá bringen meist vulkanische Gase wie Schwefeldioxid mit sich. In höherer Konzentration, d. h. in der Nähe des Gletschers, können diese gesundheitsschädliche Grenzen überschreiten. Auch beim Gletscherlauf 2015 wird davor gewarnt sich den Gletschern Skaftárjökull, Sylgjujökull und Tungnaárjökull sowie dem Oberlauf der Skaftá zu nähern, weil sich dort gefährliche Gaskonzentrationen befinden können. Auch Ostisland ist bei der derz. Windrichtung betroffen.

## Fotos, Videos und Kartenmaterial
- Lage der beiden Eiskessel, Landkarte. Meteorologisches Institut Islands.
- Video vom Skaftárhlaup 2015. RÚV, Aufnahme vom 30. September 2015.

## Wissenschaftliche Beiträge
- Bergur Einarsson: Jökulhlaups in Skaftá. A study of jökulhlaup from the Western Skaftá cauldron in the Vatnajökull icecap, Iceland. Veðurstofa Íslands, Skyrsla, VÍ 2009-006. (PDF; 5,7 MB) vedur.is (isländisch, englisch)
- Könnun á hegðun Skaftárhlaupa með mælingum á hita og vatnsborði í Skaftárkötlum. (PDF; 9 MB) Rannsóknarþing Vegagerðarinnar, 2007 (isländisch).
- Stefán Ármann Þórðarson: Ytri-Rangá og Kúðafljót - Jarðfræði vatnsfalla og áhrif veðurfars á rennsli. (PDF; 2,2 MB) skemman.is, 2014 (isländisch).
- Vorläufige wissenschaftliche Ergebnisse zum Skaftáhlaup 2015. Vulkanolog. Inst., Univ. v. Island (isländisch).